# ميثم (اسم)
اسم عربي مختلف عن الاسم هيثم ومعناه الذي يعدو ويدب دبيباً كأنَّه يرمي بنفسه رمياً، وهو اسم الصحابي الجليل ميثم التمار.
و الميثم هو الواثق الخطى; أي الذي يمشى بخطى ثابتة إلى هدفه.